# 香港不屈：不能被磨滅的城市
《香港不屈：不能被磨滅的城市》（英語：Indelible City: Dispossession and Defiance in Hong Kong） 是林慕蓮撰寫的書籍，於2022年經Riverhead Books出版。中譯本在2023年11月經八旗文化出版，由廖珮杏翻譯。她在著作中講述了香港的歷史，像是1000多年前的香港居民反抗事跡、中英談判、反對逃犯條例修訂草案運動。

## 背景
林慕蓮是歐亞混血兒。父親為新加坡華人，母親則生於英國。她之後成為記者，於英国广播公司和全国公共广播电台任職，並在中國大陸居住了10年。她表示自己只會說一點基本的广州话，但仍認同自己是個香港人。
她在撰寫這本著作時曾於英國國家檔案館尋找資料，並在多段段落提及曾灶財的事跡——其背後原因在於人們對他行為的演繹會隨政治環境而變化。她認為以前人們較偏向從他是工人階級的角度出發，之後則演變成把他形容為本土派。著作取名為《香港不屈》（Indelible City）的原因在於她認為香港人的反抗意識已札根在他們的腦海，不能輕易被消去。

## 內容
林慕蓮在著作開首提及反對逃犯條例修訂草案運動，她表示自己在運動中因為既是記者又是香港人的身份而出現內心衝突——前者的身份要求她保持中立，後者則要求她保衛家園。她認為作為香港人就無法不關心政治。之後探討了曾灶財生前以塗鴉「宣示」對九龍的「主權」的行為，認為他本人是香港整體的一道縮影，反映了香港的命運從不為香港人自身左右。再指責在中英雙方書寫的歷史中，香港人很多時候缺席在舞台當中。自身在書寫香港歷史時，則從1000多年前的香港居民反抗事跡說起。之後指由於《穿鼻草約》沒有被中方簽署過，直到其他正式文件出台之前，香港人的身份都是不確定的。
除此之外，她亦描寫在1980年代代表香港人的非官守議員怎樣嘗試在中英談判中發揮其影響力，批評中英雙方把該些談判描述為「有序」，指其與歷史不符。在著作中指責北京政府企圖消滅香港的獨有文化，並推行推普廢粵運動。最後她從自身在反對逃犯條例修訂草案運動的經歷出發，說明該場運動本身。根據她的觀點，《中華人民共和國香港特別行政區維護國家安全法》在香港實施後，令一個原本相對自由的社會變得專制。

## 評價
佐治·坎達爾（George Kendall）在《書目雜誌》上讚揚了該本著作。塔尔顿州立大学的乔什·华莱士（Joshua Wallace）在《图书馆杂志》 上同樣對著作表示好評，認為它「引人入勝」。蒲汝傑在《亞洲事務》上對讚揚了《香港不屈》，指它「充滿人情味，感人至深，令人唏噓」。
《纽约时报》記者Amy Qin認為林慕蓮「將最尖銳的批評留給了英國人」 ，並指她在描寫香港歷史時的角度不同於英方和中方的主流視角。《出版者周刊》亦評論指它把香港歷史描寫得「生動」。《科克斯書評》則說它的歷史整理「有條不紊」，讓人增長更多有關香港的知識。《有声读物》的評論者邁克爾·費恩（Michael T Fein）同樣讚揚其歷史刻畫，並指林慕蓮在有聲書版本中「發音準確」。
不過，马修·赫斯特（Matthew Hurst）在《皇家亞洲學會香港分會會刊》上寫道，林慕蓮在著作描述的香港歷史有時不夠準確，減弱其借史表達政治觀點的說服力。如她即使想透過英國初統治香港時的事跡來說明香港人身份，但其忽略了香港的現今地理範圍在當時並不存在，因此欠具體象徵把香港從中國區隔出去。此外，马修亦指責林慕蓮宣稱「中英雙方把該些談判描述為『有序』」是在打稻草人，表示兩者皆沒有這樣說過。同時指她引用的非官守議員評論很「可疑」，因為他們理論上不能對外為該些談判發表意見。
《香港不屈》在2023年维州总理文学奖非虚构奖项及2023年斯特拉奖中獲得提名。